# Davaa Bâmbasürėn
Davaa Bâmbasürėn (in mongolo: Даваагийн Бямбасүрэн; Ulan Bator, 1971) è una regista e sceneggiatrice mongola residente in Germania.
I suoi film raccontano storie inserite nella vita tradizionale dei nomadi della Mongolia, i cui soggetti fungono anche da attori non professionisti, interpretando per lo più se stessi, posizionando questi film nella tradizione del docu-fiction.

## Biografia
Dopo gli studi in diritto internazionale a Ulan Bator, si è trasferita a Monaco di Baviera nel 2000 per frequentarvi l'Università di Cinema e Televisione (HFF).
Come parte della sua tesi di laurea all'HFF, nel 2003 ha esordito dirigendo assieme col documentarista italiano e compagno di corso Luigi Falorni La storia del cammello che piange, un film che ha ricevuto numerosi riconoscimenti internazionali, tra cui una candidatura all'Oscar al miglior documentario, ed è stato distribuito in più di 60 Paesi, incassando oltre 9 milioni di dollari a livello globale. Nel 2022, Rotten Tomatoes l'ha inserito tra i 160 migliori film della storia del cinema diretti da donne.
Ad esso, Davaa ha fatto seguire nel 2005 un altro documentario, Il cane giallo della Mongolia, anch'esso apprezzato dalla critica. Il film segue una famiglia nomade dei monti Altai e sull'effetto che ha su di loro il ritrovamento di un cane randagio.
Dopo diversi altri documentari, nel 2020 ha scritto e diretto il suo primo film interamente di finzione, Die Adern der Welt (lett. "Le vene del mondo"), su di un bambino il cui stile di vita nomade tradizionale è minacciato dagli interessi di un'azienda mineraria verso la terra in cui vive con la sua famiglia. Come già La storia del cammello che piange e Il cane giallo della Mongolia, il film è stato scelto per rappresentare la Mongolia ai premi Oscar.

## Filmografia
- La storia del cammello che piange (Die Geschichte vom weinenden Kamel) – documentario (2003)
- Il cane giallo della Mongolia (Die Höhle des gelben Hundes) – documentario (2005)
- Das Lied von den zwei Pferden – documentario (2009)
- Asia - Vite segrete, luoghi nascosti (Geheimnisse Asiens), episodio Il fascino della Mongolia (Faszination Mongolei) – documentario TV per Arte (2018)
- Die Adern der Welt (2020)

## Riconoscimenti
- Premi Oscar
  - 2005 – Candidatura al miglior documentario per La storia del cammello che piange
- European Film Awards
  - 2003 – Candidatura al miglior documentario per La storia del cammello che piange
- National Board of Review Awards
  - 2004 – Migliori cinque documentari per La storia del cammello che piange
- Nastri d'argento
  - 2006 – Candidatura al miglior documentario per La storia del cammello che piange
- Directors Guild of America Awards
  - 2005 – Miglior regia di un documentario per La storia del cammello che piange
- Festival internazionale del cinema di Karlovy Vary
  - 2004 – Premio del pubblico per La storia del cammello che piange
- San Francisco International Film Festival
  - 2004 – Premio FIPRESCI per La storia del cammello che piange
- Festival internazionale del cinema di San Sebastián
  - 2006 – Menzione speciale al premio SIGNIS per Il cane giallo della Mongolia
- Bayerischer Filmpreis
  - 2004 – Miglior documentario per La storia del cammello che piange
- Deutscher Filmpreis
  - 2004 – Candidatura al miglior documentario per La storia del cammello che piange
  - 2006 – Miglior film per bambini per Il cane giallo della Mongolia